# Incubateur d'entreprises
Pour les articles homonymes, voir Incubateur.
Un incubateur d'entreprises ou un accélérateur de startup est une structure d'accompagnement de projets de création d'entreprise. L'incubateur peut apporter un appui en ce qui concerne l'hébergement, la formation, le conseil et le financement, lors des premières étapes de la vie de l'entreprise.
À la différence d'une pépinière d'entreprises ou d'un hôtel d'entreprises, un incubateur s'adresse à des sociétés très jeunes ou encore en création, et leur propose un ensemble de services adaptés.
Les incubateurs peuvent se différencier entre eux par les services qu'ils proposent, leur caractère lucratif ou non, ou le type de projets qu'ils ciblent.

## Incubateurs à but non lucratif
La plupart des incubateurs sont des structures à but non lucratif, liées à des organismes publics ou parapublics[réf. nécessaire].

### Incubateurs liés à la recherche publique
Les incubateurs d'entreprises innovantes liés à la recherche publique sont 21 en France en 2018. Ils ont été créés par des établissements d'enseignement supérieur et de recherche (universités, écoles, organismes de recherche), dans le cadre d'un appel à projets lancé par le ministère chargé de la Recherche en mars 1999. Leur mission première est de favoriser l'émergence et la concrétisation de projets de création d'entreprises innovantes valorisant les compétences et les résultats des laboratoires des établissements publics de recherche et d'enseignement supérieur.
Ils peuvent accueillir des projets issus des laboratoires de recherche publique, mais également, selon différents critères, des projets innovants issus du monde économique.
Ces incubateurs peuvent proposer des locaux, un accompagnement et le financement de prestations extérieures telles qu'une étude de marché ou le dépôt d'un brevet, généralement sur le principe d'une avance remboursable en cas de succès[réf. nécessaire].
Par exemple, Agoranov est un incubateur parisien issu de la loi Allègre . Créé en 1999, Agoranov a accompagné des startups comme Doctolib, Criteo ou encore Ynsect.
Certains sont juridiquement et fonctionnellement autonomes, comme l'Incubateur d'entreprises innovantes de Franche-Comté, d'autres sont intégrés à des structures plus larges liées notamment au développement économique ou à l'innovation.
Par exemple, en Limousin l'incubateur est géré par l'AVRUL (Agence de valorisation de la recherche universitaire en Limousin) et en Auvergne, il s'agit de l'incubateur BUSI installé sur le Biopôle Clermont-Limagne à Saint-Beauzire.
La plupart des incubateurs issus de la recherche publique sont généralistes à l'exception de : 
- L'incubateur de la Belle de Mai[6]qui est le seul incubateur national spécialisé dans le multimédia et dans les technologies logicielles (basé à Marseille).
- Paris biotech santé (Paris)[7] et Bio Incubateur Eurasanté (Lille)[8] qui sont des incubateurs publics qui accompagnent les porteurs de projet sur le thème de la santé humaine.

### Incubateurs liés à des écoles
L'École centrale Paris ouvre le premier incubateur dans une École d'ingénieur en 2001.
D'autres écoles possèdent un incubateur :
- Des écoles de commerce, telles que Rennes School of Business,  l'Université Paris-Dauphine, EDC Paris Business School, Toulouse Business School, Montpellier Business School[10], l'IESEG, l'ESCE, l'ESSCA[11], Groupe INSEEC (dont l'INSEEC Business School])[12], Neoma Business School[13], l'IFAG, EMLYON Business School, Grenoble École de management[14], Brest Business School, l'EDHEC[15], SKEMA Business School[16], le Groupe ESC Troyes, l'IPAG Business School Paris et Nice, l'ISC Paris, Paris School of Business[17] et l'ESDES.
- Des écoles d'ingénieur, telles que INSA Lyon, CentraleSupélec, Télécom ParisTech (devenu depuis ParisTech Entrepreneurs[18]), l'école des Mines de Nancy[19], ESPCI ParisTech[20], Centrale Paris[21],Telecom SudParis[22], Arts et Métiers ParisTech, l'EFREI[23], l'École des mines d'Alès[24], IMT Atlantique, L'ESMT  Dakar
- Plusieurs écoles de la CCI Paris Ile-de-France disposent également d'incubateurs[25] : des écoles de commerce, HEC Paris, ESSEC Business School, ESCP Business School, des écoles professionnalisantes, FERRANDI Paris, GOBELINS, LA FABRIQUE et une école d'ingénieur, ESIEE Paris.

### Incubateurs liés à d'autres structures
Des incubateurs ont également été créés par des agences de développement économique ou des pôles de compétitivité.
Depuis mars 2009, dans la Métropole Européenne de Lille, EuraTechnologies est l'incubateur et accélérateur de startups dont les actionnaires sont majoritairement publics.
Certains incubateurs s'adressent à des publics spécifiques, par exemple les femmes créatrices d'entreprises ou à des secteurs d'activités comme les sciences de l'ingénieur.
Enfin, des établissements publics culturels ont souhaité montrer que les arts peuvent être aussi une source d'innovation, de développement économique. Par exemple le CENTQUATRE-PARIS et son incubateur le 104Factory, ou la Gaité Lyrique à Paris.

## Incubateurs privés
Les incubateurs privés sont animés avec une volonté de rentabilité. Ils prennent en général un pourcentage du capital de la société accompagnée, de manière à réaliser une plus value lors de la cession de la société à un acquéreur, ou lors de son éventuelle introduction en bourse.
L'incubateur Idealab, créé en 1996 par Bill Gross en Californie, a souvent servi de modèle aux incubateurs privés.
Plusieurs incubateurs privés ont été créés en France à la fin des années 1990. Leur modèle économique n'ayant pas survécu à l'éclatement de la bulle internet, leurs créateurs se sont orientés soit vers le conseil, soit vers le capital risque.
Des grandes entreprises françaises ont également lancé leur propre incubateur. Le groupe La Poste a lancé un incubateur (Platform 58) par l'intermédiaire de sa filiale La Banque Postale, en février 2019.

## Accélérateur de startup
Les principales différences entre les incubateurs d'entreprises et les accélérateurs sont : 
1. Les accélérateurs de startup acceptent au compte-gouttes les jeunes entreprises.
2. Un capital d'amorçage se fait en échange d'une part de capital[Quoi ?].
3. On se concentre sur de petites équipes de développeurs et non sur les fondateurs. On considère irréaliste qu'une seule personne réalise toutes les tâches d'une startup.
4. Les startups peuvent quitter rapidement le lieu de l'accélérateur. On leur fixe des échéances sur trois mois avec des objectifs sur des résultats concrets. Ils reçoivent des conseils, de la formation et du mentorat intensif. Le programme se termine lors du démo day quand la startup se présente devant les futurs investisseurs.
5. Les startups travaillent en collaboration avec d'autres startup non concurrentes dans leur secteur d'activités.

Les entrepreneurs profitent du mentorat et du réseau d'entrepreneurs auquel ils sont intégrés. La reconnaissance d'être choisi par un accélérateur célèbre facilite leur développement rapide. La rentabilité s'appuie sur un rendement sur investissement et non sur un simple loyer ou honoraires pour services.
Par exemple, Starburst Accelerator, créé en 2012 à Paris, est le premier accélérateur de startups mondial entièrement destiné au secteur aéronautique et spatial. Son objectif est de créer des liens entre les startups et les acteurs du monde entier dans ce secteur.